# 대전보성초등학교
대전보성초등학교는 대한민국 대전광역시 중구에 있는 공립 초등학교이다.

## 학교 연혁
- 1994년 9월 1일 : 개교

## 자매 결연
- 2009년 9월 15일부터 2014년 9월 15일까지 대전보훈공원과 결연하여 관리하고 있다.[1]

## 참고 자료
- 대전보성초등학교 - 한국교육학술정보원 학교알리미